# Rolando Mandragora
Rolando Mandragora (Nápoly, 1997. június 29. –) olasz válogatott labdarúgó, a Fiorentina játékosa.

## Pályafutása

### Klubcsapatokban
Mandragora a Genoa akadémiáján nevelkedett; a felnőtt csapatban 2014. október 29-én mutatkozott be a Juventus ellen debütált az olasz élvonalban. A 2015-2016-os idényben kölcsönben az olasz másodosztályú Pescara játékosa volt. 2016 és 2018 között a Juventus játékosa volt; a torinói csapatban a két év alatt ugyan csak egyetlen bajnoki mérkőzésen szerepelt, ennek ellenére olasz bajnok és kupagyőzelmet ünnepelt. A 2017-2018-as idényben kölcsönben az olasz élvonalbeli Crotone játékosa volt. 2018 és 2020 között az Udinese csapatában hatvanegy élvnalbeli mérkőzésen lépett pályára. 2020 és 2022 ismét a Juventus labdarúgója volt, azonban mindvégig kölcsönben futballozott; a 2020-2021-es idényben az Udinese, a 2021-2022-es idényben pedig a városi rivális Torino FC csapatait erősítette. 2022 nyarán szerződtette őt a Fiorentina csapata.

### A válogatottban
Többszörös korosztályos válogatott; tagja volt a 2017-es U20-as labdarúgó-világbajnokságon bronzérmes olasz csapatnak. A felnőtt válogatottban 2018. június 1-én mutatkozott be egy Franciaország elleni barátságos mérkőzésen.

## Statisztika

### A válogatottban
2023. szeptember 3-án frissítve.
| Nemzet      | Év       | Mérkőzés | Gól |
| ----------- | -------- | -------- | --- |
| Olaszország | 2018     | 1        | 0   |
| Összesen    | Összesen | 1        | 0   |

## Sikerei, díjai
- Juventus
  - Olasz bajnok: 2016–17
  - Olasz kupagyőztes: 2016–17